# MTV Video Music Award a legjobb videóért (ami azért megérdemel egy díjat)
Az MTV Video Music Award a legjobb videóért (ami azért megérdemel egy díjat) díjat csak 2009-ben adták át. 
| Év   | Győztes                 | További jelöltek                      |
| ---- | ----------------------- | ------------------------------------- |
| 2007 | Beastie Boys — Sabotage | - U2 — Where the Streets Have No Name |